# جوسيف إدر
جوسيف إدر (بالألمانية: Josef Eder)‏ هو متزلج جماعي نمساوي، ولد في 2 مايو 1942 في إنسبروك في النمسا.

## وصلات خارجية
- جوسيف إدر على موقع اللجنة الأولمبية الدولية (الإنجليزية)
- جوسيف إدر على موقع أوليمبيديا (الإنجليزية)